# 卡羅琳·布拉什·內爾森
卡羅琳·布拉什·內爾森（Caroline Brasch Nielsen；1994年6月21日—），丹麥超級名模。她是高級時裝品牌：Valentino、Marc Jacobs及Balenciaga的代言人。卡羅琳上過Vogue Portugal及Numero等雜誌封面或內頁，也有參與Chanel、Christian Dior、Louis Vuitton等著名時裝及奢侈品的時裝展。卡羅琳現在在Models.com的Top 50 Women中排32名。